# 飯利雄彦
飯利 雄彦（いいり たかひこ、1966年〈昭和41年〉5月26日 - ）は、日本の警察官僚。

## 経歴
新潟県出身。千葉県で育ち、1990年（平成2年）、東京大学法学部を卒業。同年、警察庁に入庁。入庁後、青森県警察捜査第二課長、愛媛県警察警務部長、刑事局捜査第二課理事官、同局捜査支援分析管理官、山梨県警察本部長、警察大学校警務教養部長兼教授、生活安全局地域課長などを歴任。
2018年（平成30年）8月31日、警視監に昇任し、警察大学校教務部長兼教授に就任。2019年（平成31年）3月15日、警察大学校生活安全教養部長を兼務。
2021年（令和3年）9月22日、茨城県警察本部長に就任。在任中、G7広島サミットに伴って水戸市で開かれる内務・安全担当相会合等に向けた警備体制の強化などに取り組んだ。
2023年（令和5年）3月27日、警察庁長官官房政策立案総括審議官兼公文書監理官に就任。2024年11月5日、辞職